# 도쿠가와 이에야스 (소설)
도쿠가와 이에야스 (徳川家康)는 1950년 3월부터 1967년 4월까지 홋카이도 신문, 도쿄 신문, 주니치 신문, 서일본 신문에 연재된 야마오카 소하치(山岡荘八)의 소설. 소프트 커버판, 고단샤 문고판을 지나, 현재 고단샤의 야마오카 소하치 역사문고(전26권)가 발행되었고, 오랫동안 베스트셀러가 되었다.
주인공 도쿠가와 이에야스 (1543~1616)의 생모인 오다이의 혼담부터 이에야스의 사망 시점에 이르는 70여 년을 그리고 있다. 완성을 위해 사용된 원고용지는 400자 원고지 17,400장에 달한다. 태백산맥 (소설)의 두 배 분량이다.
야마오카는 제2차 세계대전 중 종군작가로써 많은 특공대원을 취재한 경험이 있었다. 그때, 느낀 일본의 존속이나 세계 평화에로의 기원을 마음속에 간직했던 그의 마음을, 도쿠가와 이에야스의 원했던 '태평(泰平)'에 겹쳐 글을 썼다.
연재 당초에는 신흥의 오다 가와 초대국(大國)인 이마가와 가의 사이에 끼여, 독립도 뜻대로 되지 않는 마쓰다이라 가의 고난과 발전을, 당시의 일본의 모습에 겹쳐서 생각하는 독자도 많았다고 한다. 또한, 메이지 이후의 일반적인 이에야스의 이미지에서, ‘전쟁이 없는 세상을 만들려고 하는 진지하게 노력하는 이에야스.’, ‘어떻게든 오사카 전투를 피하여 도요토미 히데요리의 목숨을 살려주려는 이에야스.’, ‘황실을 공경하는 생각이 두터운 이에야스.’ 의 이미지가 되어 ‘너구리 영감 이에야스’ 의 이미지를 개선하는 데에 많은 공헌을 했다. 후에는 비즈니스 본으로써 평가되어 경영자의 교과서 같은 대우를 받고 있다. 자이언트 바바나 요코야마 미쓰테루 등 각계의 저명인사도 애독했다고 한다.
한국에서는 1970년 대망(전 12권)이라는 제목으로 번역저작물의 원저자 허가 없는 출간을 허용하던 당시 대한민국 저작권법이 시행되던 도중, 원저자로부터 동서문화사에서 허락을 얻어 번역하여 출판되어 베스트 셀러가 되었고, 2000년 다른 출판사에 의해 도쿠가와 이에야스(전 32권)라는 제목으로 재번역되었다. 
저작권법 개정 후 개정판을 만들어 출간했고 저자의 허락을 증명하지 못하여 이 소설을 무단 번역해 출간한 혐의 때문에 동서문화사 고정일 대표가 1심에서 징역형의 집행유예를 선고받았으며 동서문화사는 몇달 뒤 「도쿠가와 이에야스」를 무단 번역해 출간한 혐의 때문에 이 작품의 정식 계약사인 솔출판사로부터 기소되어 민사소송에서 패소했다. 민사 소송은 조정으로 종결됐고, 벌금으로 감형된뒤 상고해 진행된 3심 재판 중 조카의 편지를 통해 해적판도 아니라는 사실이 밝혀지고 개정판과 같은 저작물로 봐야 한다는 취지로 무죄 취지로 파기환송되어 무죄가 확정됐다. 이에 따라 현재 출판사가 다른 대망과 도쿠가와 이에야스 2개 판본으로 한국어 번역이 팔리고 있다.
그 외 중국에서도 2007년 가을에 발행한 이후 전 13권 200만 부가 팔려 베스트 셀러가 되어, 높은 평가를 얻었다.

## 각 권의 타이틀(일본판)
- 1권 출생 난리의 권 (오다이, 히로타다의 혼인, 이에야스의 탄생)
- 2권 사자자리의 권 (이마가와 가에 인질로 가는 도중, 오다 가에 납치, 아버지 히로타다의 죽음과 인질교환으로 이마가와 가로 간다.)
- 3권 아침 이슬의 권 (오다 가의 대두, 오케하자마 전투)
- 4권 갈대 곰팡이의 권 (오카자키로 귀환, 오다 노부나가와의 동맹 잇코 폭동)
- 5권 소용돌이의 권 (미카타가하라 전투 대패, 신겐의 죽음)
- 6권 불타는 흙의 권 (다케다 가쓰요리와의 전투, 가신의 배신)
- 7권 강풍의 권 (노부야스의 할복, 나가시노 전투)
- 8권 심화의 권 (다케다가의 멸망, 혼노지의 변)
- 9권 벽운의 권 (하시바 히데요시와 오다가의 내분)
- 10권 무상문의 권 (히데요시와의 확집, 외교전략)
- 11권 용호의 권 (히데요시의 대두, 화해)
- 12권 화엄의 권 (히데요시와의 동맹)
- 13권 와비차의 권 (호조씨 멸망, 관동이동)
- 14권 깜빡이는 금성의 권 (리큐의 죽음, 임진왜란)
- 15권 나니와의 꿈의 권 (히데요시의 죽음, 이에야스의 대두)
- 16권 일식월식의 권 (이시다 미쓰나리와의 확집)
- 17권 군 도리의 권 (관동출병, 미쓰나리의 음모)
- 18권 세키가하라 전투의 권 (세키가하라 전투)
- 19권 태평태동의 권 (전후처리, 도요토미가와의 관계 구축)
- 20권 에도, 오사카의 권 (이에미쓰의 탄생, 내분)
- 21권 춘뢰원뢰의 권 (국내통치, 해외 무역)
- 22권 백뢰, 떨어지다의 권 (오사카의 군비증강)
- 23권 유쿠후(蕭風)성의 권 (평화교섭 결렬, 일촉즉발)
- 24권 전쟁과 평화의 권 (사나다 유키무라 입성, 오사카 겨울 전투)
- 25권 고성낙월의 권 (오사카 여름 전투, 도요토미가의 멸망)
- 26권 입명왕생의 권 (다테 마사무네의 반란, 이에야스의 죽음)

## 등장인물
- 다케노우치 나미타로 (나야 쇼안): 오다 노부나가, 도요토미 히데요시, 아케치 미쓰히데, 덴카이 등이 경의를 표하고 있는 유력한 고시(郷士). '오케하자마 전투'의 작전에서 중요한 역할을 한다. 후반에는 사카이의 거상으로 이에야스의 앞에 나타난다.
- 다케노우치 히사로쿠: 오다이의 오빠 노부치카. 암살될 뻔한 것을 계기로 원래의 이름을 버리고, 재혼한 여동생의 신변을 보호한다.
- 차야 시로지로[4] (1~3대): 전 도쿠가와가의 가신, 상인이 되어 이에야스에게 협력한다.
- 혼아미 고에쓰 : 도검 감정가이며, 이에야스에게 심취하여 협력한다. 니치렌슈의 신자로 청렴결백한 인물.
- 덴카이 : 때때로 수행도중에 나미타로의 저택에 가서, 천하 국가에 대해 이야기한다. 모반할 것인지 망설이고 있던 가신에게 조언을 하거나, 호조 우지나오에게 간언하여 도요토미 히데요시와의 강화를 권유하기도 한다.

- 다이겐 셋사이: 이마가와 요시모토의 군사. 다케치요(이에야스)가 난세를 끝낼 인물이라는 걸 알아채, 이에야스에게 장래를 맡기며 교육한다.
- 혼다 시게쓰구: 이에야스의 가신. 젊은 시절의 이에야스를 교육한다. 가끔은 이에야스를 바보취급하기도 한다.

## 소설 속에서의 여성의 역할
소설 속에서는 약한 입장인 여성도, 평화를 위해 남자들에게 정면으로 대하는 모습이 그려지고 있다.
- 이에야스의 할머니 게요인은 인질이 된 다케치요(이에야스)의 양육을 위해 다이겐 셋사이와 교섭하여 거주지를 오카자키에서 슨푸로 옮겼다.
- 이에야스의 어머니 오다이는 잇코 폭동으로 인해 거역하는 가신에게 격노한 이에야스를 나무란다.
- 마에다 도시이에의 아내 호슌인은 하시바 히데요시와의 화해를 남편에게 진언한다. 도시이에가 사망한 후, 이에야스에게서 혐의가 걸렸을 때 자진해서 인질이 되어, 마에다가의 100만 석을 지켰다.
- 히데요시의 정실 기타노만도코로는, 남편이 사망한 후 오사카 성의 자신의 거처를 자진해서 이에야스에게 비워주었고, 그 후의 교섭을 유리하게 진행시켰다.
- 호소카와 다다오키의 정실 가라샤는, 세키가하라 전투의 직전 이시다 미쓰나리가 인질로써 오사카 성에 들어가도록 요청한 것을 거절하고, 자살하였다. 미쓰나리는 다른 집안의 여성이 이것을 보고 따라할까봐 두려워 하여 인질요청을 단념했다.
- 이에야스의 불신을 받아 근신당한 남편 마쓰다이라 다다테루를 구하기 위해, 정실 이로하히메는 덴카이에게 관대한 처분을 내려주길 탄원하였다.

## 이 작품을 원작으로 한 작품

### TV드라마
- 『도쿠가와 이에야스』（1964년 NET（현재 TV아사히））
- 『도쿠가와 이에야스』（1983년 NHK 대하드라마）

### 애니메이션
『소년 도쿠가와 이에야스』（1975년 NET）

### 만화
요코야마 미쓰테루『도쿠가와 이에야스』（전23권, 고단샤 만화문고 전8권）